# Max B.O.
Marcelo Silva, mais conhecido por Max B.O., (São Paulo, 5 de abril de 1979) é um mc, rapper, repórter e apresentador de televisão brasileiro. Foi apresentador do programa Manos e Minas, da TV Cultura. É considerado por muitos o "mestre do freestyle nacional".

## Biografia

### Música
Max começou no jardim peri alto, na escola descobriu o seu talento pro rap e pro freestyle. Integrou grupos como, Cartel SP e Boletim de Ocorrência, o primeiro significado para o B.O. que ele carrega no nome. Permaneceu lá até 1999, quando decidiu seguir carreira solo. Para o seu apelido B.O. surgiu uma nova referência, Brasil Original, a qual carrega até hoje. Suas faixas mais conhecidas são "Tudo o que eu quiser", "Você" e "Fábrica de Rap". Participou da coletânea musical Direto do Laboratório com a faixa "Se Joga", a qual também é considerada um de seus maiores sucessos.
Em 2004, Max B.O. foi campeão da Liga dos MCs logo ganhando de Aori na batalha final. Em 2005, Max participou do projeto “Iky’x tape vol. 1, 2004/2005” juntamente com seus parceiros musicais da "Brutal Crew" e da "Batalha do Real".
Max atuou no DVD Antônia, junto com os rappers Kamau e Thaíde, e as rappers Negra Li e Leilah Moreno. Também participou da trilha sonora do filme. Já fez parceria com cantores renomados como Marcelo D2, Seu Jorge, Afrika Bambaataa e bandas como O Rappa e Nação Zumbie com o grupo Estilo da Crítica no qual gravou o videoclipe "Poder do Som". Já coordenou os seguintes festivais de rap: reeJazz Project, Skol Hip Hop Manifesta, BrasilinTime e Indie Hip Hop. Em novembro de 2010, Max lançou pela internet o single "Transitando", com a produção de Cabes. Em 29 de novembro de 2010 veio o seu tão aguardado disco de estreia, chamado Ensaio, o Disco, com dezessete faixas. A mixtape Fumasom saiu em 2015

### Televisão
Em 2008, ingressou na equipe do Brothers um programa de entretenimento da Rede TV!, onde trabalhava como "MC Rappórter", onde realizava perguntas para famosos usando rimas improvisadas. Também era conhecido pelo seu bordão MC Rappórter na batida da cidade. Max ficou nacionalmente conhecido nesta função. Foi pretendido por diversas emissoras, tendo em abril de 2010 ingressado no programa Manos e Minas, da TV Cultura, substituindo Thaíde. Em agosto, foi anunciado o encerramento do programa por João Sayad, mas após diversos apelos de personalidades e fãs da cultura hip hop ele retornou e Max continuou como apresentador, ao lado de Anelis Assumpção. Em março de 2016 ele deixa o comando do Manos e Minas .
Em março de 2016 Max B.O anunciou sua saída do programa Manos e Minas depois de 7 anos, 6 temporadas e mais de 200 programas após a decisão da TV Cultura ele foi informado que não faria mais parte da atração na nova temporada.

## Discografia
- Ensaio, o Disco (2010)
- Antes que o Mundo Acabe (2012)
- Fumasom (2013/2014)